# Red Bull MotoGP Rookies Cup 2024
Der Red Bull MotoGP Rookies Cup 2024 ist der 18. in der Geschichte des FIM-Red Bull MotoGP Rookies Cups.
Es werden 14 Rennen bei sieben Veranstaltungen ausgetragen. 

## Punkteverteilung
Meister wird derjenige Fahrer, der bis zum Saisonende die meisten Punkte in der Meisterschaft gesammelt hat. Bei der Punkteverteilung werden die Platzierungen im Gesamtergebnis des jeweiligen Rennens berücksichtigt. Die 15 erstplatzierten Fahrer jedes Rennens erhalten Punkte nach folgendem Schema:
Weltmeister wird derjenige Fahrer beziehungsweise der Hersteller, der bis zum Saisonende die meisten Punkte in der Weltmeisterschaft angesammelt hat. Bei der Punkteverteilung werden die Platzierungen im Gesamtergebnis des jeweiligen Rennens berücksichtigt. Die fünfzehn erstplatzierten Fahrer jedes Rennens erhalten Punkte nach folgendem Schema:
| Punkteverteilung | Punkteverteilung | Punkteverteilung | Punkteverteilung | Punkteverteilung | Punkteverteilung | Punkteverteilung | Punkteverteilung | Punkteverteilung | Punkteverteilung | Punkteverteilung | Punkteverteilung | Punkteverteilung | Punkteverteilung | Punkteverteilung | Punkteverteilung |
| ---------------- | ---------------- | ---------------- | ---------------- | ---------------- | ---------------- | ---------------- | ---------------- | ---------------- | ---------------- | ---------------- | ---------------- | ---------------- | ---------------- | ---------------- | ---------------- |
| Platz            | 1                | 2                | 3                | 4                | 5                | 6                | 7                | 8                | 9                | 10               | 11               | 12               | 13               | 14               | 15               |
| Punkte           | 25               | 20               | 16               | 13               | 11               | 10               | 9                | 8                | 7                | 6                | 5                | 4                | 3                | 2                | 1                |

In die Wertung kommen alle erzielten Resultate.

## Rennergebnisse
|   | Lauf | Datum  | Rennen      | Strecke                               | Platz 1       | Platz 2                 | Platz 3       | Pole-Position | Schn. Rennrunde         | Gesamtführender Fahrer |
| - | ---- | ------ | ----------- | ------------------------------------- | ------------- | ----------------------- | ------------- | ------------- | ----------------------- | ---------------------- |
| 1 | 1    | 27.04. | Spanien     | Circuito de Jerez                     | Marco Morelli | Valentín Perrone Canton | Máximo Quiles | Máximo Quiles | Valentin Perrone Canton | Marco Morelli          |
| 1 | 2    | 28.04. | Spanien     | Circuito de Jerez                     | Álvaro Carpe  | Hakim Danish            | Brian Uriarte | Máximo Quiles | Marco Morelli           | Álvaro Carpe           |
| 2 | 1    | 11.05. | Frankreich  | Circuit Bugatti                       |               |                         |               |               |                         |                        |
| 2 | 2    | 12.05. | Frankreich  | Circuit Bugatti                       |               |                         |               |               |                         |                        |
| 3 | 1    | 01.06. | Italien     | Autodromo Internazionale del Mugello  |               |                         |               |               |                         |                        |
| 3 | 2    | 02.06. | Italien     | Autodromo Internazionale del Mugello  |               |                         |               |               |                         |                        |
| 4 | 1    | 29.06. | Niederlande | TT Circuit Assen                      |               |                         |               |               |                         |                        |
| 4 | 2    | 30.06. | Niederlande | TT Circuit Assen                      |               |                         |               |               |                         |                        |
| 5 | 1    | 17.08. | Österreich  | Red Bull Ring                         |               |                         |               |               |                         |                        |
| 5 | 2    | 18.08. | Österreich  | Red Bull Ring                         |               |                         |               |               |                         |                        |
| 6 | 1    | 31.08. | Aragonien   | Motorland Aragón                      |               |                         |               |               |                         |                        |
| 6 | 2    | 01.09. | Aragonien   | Motorland Aragón                      |               |                         |               |               |                         |                        |
| 7 | 1    | 07.09. | Italien     | Misano World Circuit Marco Simoncelli |               |                         |               |               |                         |                        |
| 7 | 2    | 08.09. | Italien     | Misano World Circuit Marco Simoncelli |               |                         |               |               |                         |                        |

## Fahrerwertung
| Pos. | Fahrer                  | Spanien | Spanien | Frankreich | Frankreich | Italien | Italien | Niederlande | Niederlande | Osterreich | Osterreich | Aragonien | Aragonien | San Marino | San Marino | Gesamt |
| Pos. | Fahrer                  | L1      | L2      | L1         | L2         | L1      | L2      | L1          | L2          | L1         | L2         | L1        | L2        | L1         | L2         | Gesamt |
| ---- | ----------------------- | ------- | ------- | ---------- | ---------- | ------- | ------- | ----------- | ----------- | ---------- | ---------- | --------- | --------- | ---------- | ---------- | ------ |
| 1    | Álvaro Carpe            | 4       | 1       |            |            |         |         |             |             |            |            |           |           |            |            | 38     |
| 2    | Marco Morelli           | 1       | 6       |            |            |         |         |             |             |            |            |           |           |            |            | 35     |
| 3    | Valentín Perrone Canton | 2       | 7       |            |            |         |         |             |             |            |            |           |           |            |            | 29     |
| 4    | Máximo Quiles           | 3       | 4       |            |            |         |         |             |             |            |            |           |           |            |            | 29     |
| 5    | Hakim Danish            | 8       | 2       |            |            |         |         |             |             |            |            |           |           |            |            | 28     |
| 6    | Brian Uriarte           | 6       | 3       |            |            |         |         |             |             |            |            |           |           |            |            | 26     |
| 7    | Rico Salmela            | 5       | 5       |            |            |         |         |             |             |            |            |           |           |            |            | 22     |
| 8    | Guillem Planques        | 7       | 13      |            |            |         |         |             |             |            |            |           |           |            |            | 12     |
| 9    | Ruché Moodley           | DNF     | 8       |            |            |         |         |             |             |            |            |           |           |            |            | 8      |
| 10   | Rocco Sessler           | 9       | 20      |            |            |         |         |             |             |            |            |           |           |            |            | 7      |
| 11   | Kristian Daniel junior  | DNF     | 9       |            |            |         |         |             |             |            |            |           |           |            |            | 7      |
| 12   | Giulio Pugliese         | DNF     | 10      |            |            |         |         |             |             |            |            |           |           |            |            | 6      |
| 13   | Kgopotso Mononyane      | 10      | DNF     |            |            |         |         |             |             |            |            |           |           |            |            | 6      |
| 14   | Jakkreephat Phuettisan  | 11      | 18      |            |            |         |         |             |             |            |            |           |           |            |            | 5      |
| 15   | Veda Pratama            | DNF     | 11      |            |            |         |         |             |             |            |            |           |           |            |            | 5      |
| 16   | Sullivan Mounsey        | 12      | 19      |            |            |         |         |             |             |            |            |           |           |            |            | 4      |
| 17   | Leonardo Zanni          | DNF     | 12      |            |            |         |         |             |             |            |            |           |           |            |            | 4      |
| 18   | Lenoxx Phommara         | 13      | 15      |            |            |         |         |             |             |            |            |           |           |            |            | 4      |
| 19   | Evan Belford            | 14      | 21      |            |            |         |         |             |             |            |            |           |           |            |            | 2      |
| 20   | Carter Thompson         | DNF     | 14      |            |            |         |         |             |             |            |            |           |           |            |            | 2      |
| 21   | Leo Rammerstorfer       | DNF     | 16      |            |            |         |         |             |             |            |            |           |           |            |            | 0      |
| 22   | Dodó Boggio             | DNF     | 17      |            |            |         |         |             |             |            |            |           |           |            |            | 0      |
|      | Joel Pons               | DNF     | DNF     |            |            |         |         |             |             |            |            |           |           |            |            | 0      |
|      | Kevin Farkas            | DNF     | DNF     |            |            |         |         |             |             |            |            |           |           |            |            | 0      |
|      | Guido Pini              | DNF     | DNS     |            |            |         |         |             |             |            |            |           |           |            |            | 0      |
|      | Milan Pawelec           | DNF     | DNS     |            |            |         |         |             |             |            |            |           |           |            |            | 0      |

| Farbe         | Bedeutung                               |
| ------------- | --------------------------------------- |
| Gold          | Sieger                                  |
| Silber        | 2. Platz                                |
| Bronze        | 3. Platz                                |
| Grün          | Platzierung in den Punkten              |
| Blau          | Klassifiziert außerhalb der Punkteränge |
| Violett       | Rennen nicht beendet (DNF)              |
| Violett       | nicht klassifiziert (NC)                |
| Rot           | nicht qualifiziert (DNQ)                |
| Schwarz       | disqualifiziert (DSQ)                   |
| Weiß          | nicht am Start (DNS)                    |
| Weiß          | zurückgezogen (WD)                      |
| Weiß          | Rennen abgesagt (C)                     |
| ohne Farbe    | nicht am Training teilgenommen (DNP)    |
| ohne Farbe    | verletzt oder krank (INJ)               |
| ohne Farbe    | ausgeschlossen (EX)                     |
| ohne Farbe    | nicht erschienen (DNA)                  |
| fett          | Pole-Position                           |
| kursiv        | Schnellste Rennrunde                    |
| unterstrichen | WM-Führung                              |
| hochgestellt  | Platzierung im Sprintrennen             |